# Trichophyton simii
Trichophyton simii är en svampart som först beskrevs av Pinoy, och fick sitt nu gällande namn av Stockdale, D.W.R. Mack. & Austwick 1965. Trichophyton simii ingår i släktet Trichophyton och familjen Arthrodermataceae.   Inga underarter finns listade i Catalogue of Life.